# وزارة الخارجية (عمان)
وزارة الخارجية العمانية هي الجهة المعنية في حكومة سلطنة عُمان بتنظيم علاقات السلطنة مع دول العالم. الوزير المسؤول عن الشؤون الخارجية الحالي هو بدر البوسعيدي.

## اختصاصاتوزارة الخارجية
المادة رقم (4) من قانون تنظيم وزارة الخارجية حددت اختصاصات وزارة الخارجية، وهي كالآتي:
- رعاية المصالح السياسية والاقتصادية والثقاقية والعلمية للسلطنة مع دول العالم.
- بناء وتعزيز علاقات الصداقة والتعاون بين السلطنة ودول وشعوب العالم.
- إقامة علاقات دبلوماسية مع دول العالم وإنشاء البعثات الدبلوماسية بما يخدم مصالح السلطنة.
- رعاية شؤون المواطنين العمانيين في الخارج.
- التنسيق مع الوزارات والمؤسسات المعنية في السلطنة بشأن استطلاع وتطوير أفاق التعاون الاقتصادي والفني مع الدول الشقيقة والصديقة.
- المشاركة في الإعداد للجان الثنائية والمتعددة الأطراف واجتماعاتها، وفي المفاوضات التي تجري بين السلطنة والدول الأخرى وخاصة فيما فيها يتعلق بإبرام الاتفاقيات والمعاهدات، وفي المؤتمرات الدولية ذات الصلة بعمل الوزارة.
- تقييم مسار العلاقات الثنائية والمتعددة الأطراف بين السلطنة والدول والمنظمات الإقليمية والدولية.
- تزويد الوزارات والمؤسسات المعنية بالمعلومات والتنسيق معها بشأن صياغة مواقف السلطنة إزاء المسائل ذات الصلة بعملها.
- رصد الأحداث والتطورات السياسية الإقليمية والدولية وجمع المعلومات عنها بما يخدم المصلحة العليا للسلطنة.
- صياغة المواقف السياسة للسلطنة إزاء الأحداث الإقليمية والدولية، وإبراز السياسة العمانية العمانية أمام المحافل الدولية.
- التعاون مع الوزارات والجهات المختصة في الترويج لفرص الاستثمار الخارجي في السلطنة وكل من شأنه أن يخدم المصالح المشتركة ويعزز الشراكة الإيجابية بين السلطنة ودول العالم في المجالات الاقتصادية والتجارية والعلمية والتربوية والثقافية.
- تشجيع الحوار بين الدول وحل المنازعات بالطرق السليمة بما يحقق التعاون والتفاهم البناء، ويخدم الأمن والسلم الدوليين والتنمية الاقتصادية.
- اتخاذ إجراءات استصدار المراسيم السلطانية بالتفويض في التوقيع أو الانضمام أو التصديق على الاتفاقيات الدولية بعد موافقة مجلس الوزراء، وحفظ هذه الاتفاقيات.
- إصدار أوراق التفويض للوفود العمانية المشاركة في المؤتمرات الدولية، ووثائق الانضمام على الإتفاقيات الدولية.
- الإشراف على البعثات العمانية في الخارج وإدارتها.
- إصدار جوازات السفر الدبلوماسية والخاصة وجوازات الخدمة، بما يتفق مع أحكام القانون.
- الإشراف على المعهد الدبلوماسي العماني وإدارتة، وتطوير برامجه ومناهجه العلمية والاكاديمية لتطوير قدرات ومستويات العاملين بالوزارة وفقا لما تحدده اللائحة التنفيذية لقانون تنظيم وزارة الخارجية.
- الإشراف على النادي الدبلوماسي العماني وفقا للأوضاع والشروط التي تحددها اللائحة التنفيذية لقانون تنظيم وزارة الخارجية.
- الإشراف على البعثات الدبلوماسية المعتمدة لدى السلطنة، بما في ذلك الحي الدبلوماسي، والتنسيق مع الجهات المختصة بشأن كل ما من شأنه تسهيل مهام تلك البعثات.
- التصديق على جميع الشهادات والمستندات والوثائق الصادرة من الوزارات والمؤسسات الحكومية في السلطنة أو المصادق عليها من قبل بعثات السلطنة في الخارج.
- القيام بمهام أمين السجل المدني من خلال بعثات السلطنة في الخارج وفقا لأحكام قانون الأحوال المدنية.
- تنطيم قواعد إنشاء لجان أو جمعيات الصداقة مع الدول الأخرى وإصدار التراخيص بإنشائها بقرار من الوزير المسؤول طبقا لما تقرره اللائحة.

## الوزراء المسؤولون عن الشؤون الخارجية
- صاحب السمو السيد فهد بن محمود آل سعيد (1971-1979)
- قيس بن عبد المنعم الزواوي (1979-1995)
- يوسف بن علوي بن عبد الله (1997-2020)[2]
- بدر البوسعيدي (2020 - الآن)

## الأمناء العامون
الأمناء العامون يرجعون إلى الوزير المسؤول عن الخارجية، ويعينون بالدرجة المالية لوزير ويحصلون على لقب «معالي»:
- صاحب السمو السيد هيثم بن طارق آل سعيد الموقر (1994-2002)[3]
- السيد بدر بن حمد البوسعيدي (2007-2020)[4]

## الوكلاء
الوكلاء يعودون إلى أمين عام وزارة الخارجية. لدى الوزراة وكيلان، أحدهما للشؤون الدبلوماسية والأخر للشؤون الإدارية والمالية:
- سيف بن حمد البطاشي - وكيل المالية والخدمات (1986-1994)[5]
- السيد صاحب السمو السيد هيثم بن طارق آل سعيد - وكيل الشؤون السياسية (1986-1994)[5]
- أحمد بن يوسف الحارثي - وكيل الشؤون الدبلوماسية (2009-2015)[6]
- محمد بن يوسف الزرافي - وكيل الشؤون الإدارية والمالية (2009- حالياً)[6]